# FK UNIS Vogošća
FK UNIS ja bosanskohercegovački nogometni klub iz Vogošće kod Sarajeva.
Klub je prije nosio naziv FK Pretis Vogošća i FK Vogošća.
Jednu sezonu (2011./12.) igrali su u 1. ligi FBiH. Trenutačno se natječu u Drugoj ligi FBiH – Centar.

## Poznati igrači
- Blagoje Bratić
- Haris Škoro
- Alen Škoro
- Džemaludin Harba[1]

## Poznati treneri
- Nihad Nalbantić